# Pablo Sebastián López
Pablo Sebastián López (n. Salta, 8 de noviembre de 1975) es un político argentino.
Se integra en 1998, a los 23 años, al Partido Obrero (PO). Fue elegido diputado provincial por esa formación para el período 2001-2005 (9,76%, 15.630 votos) y reelecto en el período 2005-2009 (18,55%, 35.343 votos). En la Cámara, integró la Comisión de Derechos Humanos. Presentó un proyecto de ley, que fue aprobado, para prohibir la transferencia a entidades bancarias de las cuotas de viviendas del Instituto Provincial de Vivienda y de las del Programa Familia Propietaria. Otro proyecto que presentó, que planteaba la igualación del salario de los legisladores con el de los docentes, fue rechazado. En 2010 se sumó a otros políticos peticionando contra el voto electrónico en Salta.
López también fue elegido convencional constituyente provincial en el año 2003, rechazando la reforma de la Constitución de Salta que finalmente habilitó la presentación del gobernador Juan Carlos Romero para un tercer mandato consecutivo.
Fue candidato a diputado nacional en 2007 por su partido, sacando el 2,70% (12.785 votos) y no obteniendo el cargo.
En 2013, López encabezó la lista para diputados nacionales del Partido Obrero en Salta, obteniendo en las elecciones primarias el 10,66% (67.764 votos) y en las generales 18,88% (119.146 votos), resultando electo Diputado de la Nación Argentina.
Los diputados trotskistas (Pitrola, Del Caño y el propio López) impugnaron la jura de Diego Mestre, acusándolo de usurpar la banca con fraude y, a diferencia de todos los otros bloques, no votaron a favor de Julián Domínguez como Presidente de la Cámara ni de las diputadas designadas como vicepresidentes.